# Route 970 (Nouveau-Brunswick)
Pour les articles homonymes, voir Route 970.
La route 970 est une route locale du Nouveau-Brunswick, située dans l'extrême sud-est de la province. Elle dessert la région de Baie Verte-Port Elgin, et suit la côte de la Baie Verte sur presque toute sa longueur, qui est de 11 kilomètres. De plus, elle est pavée sur toute sa longueur.

## Tracé
La 970 débute en Nouvelle-Écosse, à sa jonction avec la route 366 à Tidnish Bridge. Elle commence par traverser la frontière entre le Nouveau-Brunswick et la Nouvelle-Écosse, puis elle se dirige vers le nord pendant environ 10 kilomètres, suivant la baie Verte, et traversant la ville du même nom. Elle passe ensuite à travers le village de Port Elgin, puis elle bifurque vers le nord-ouest pour rejoindre le rond-point avec les routes 15 et 16, où elle se termine. 

## Intersections principales
| route 970                                                                 |                     |    |                                                                              |                          |
| Comté                                                                     | Location            | km | Intersection/Destinations                                                    | Notes                    |
| Comté de Cumberland (NÉ)                                                  | Tidnish Bridge (NÉ) | 0  | R-366, Amherst, Lorneville                                                   | extrémité sud de la 970  |
| Traverse de la frontière entre le Nouveau-Brunswick et la Nouvelle-Écosse |                     |    |                                                                              |                          |
| Comté de Westmorland                                                      | Baie Verte          | ~5 | chemin Uniacke sud, Uniacke Hill                                             |                          |
| Comté de Westmorland                                                      | Baie Verte          | ~6 | rue Main ouest, vers R-16, Coburg, Baie Verte Road                           |                          |
| Comté de Westmorland                                                      | Port Elgin          | 11 | R-15 ouest, R-16, Sackville, IPÉ, Pont de la Confédération, Shédiac, Moncton | extrémité nord de la 970 |
| Mauve: Rond-Point                                                         |                     |    |                                                                              |                          |